# 長蛇座TW
長蛇座TW是一顆位於長蛇座 (海蛇) 內，距離地球約176光年的橙色矮星。這顆恆星是最靠近太陽系的金牛T星，它的質量與太陽相近，但年齡只有500萬至1000萬歲。觀察哈伯太空望遠鏡拍攝的影像，這顆恆星看似有著正面朝向我們的塵埃和氣體吸積的原行星盤。還有大約20個低質量的恆星有著與長蛇座TW相似的年齡和空間運動，組成長蛇座TW星協或TWA，這是最靠近太陽和最新近的“化石”恆星形成區域之一。

## 行星系

### 原行星盤
David Wilner，在哈佛-史密松天體物理中心的一位天文物理學家，在1990年代晚期使用望遠鏡啟用的新功能開始研究這顆恆星。在2005年，他發現環繞著長蛇座TW的氣體盤，擁有少向外延伸10億英里，龐大的大片卵石。根據核心堆積理論，行星形成的過程，開始於盤面中的塵埃顆粒碰撞和吸積形成越來越大的團塊。最後，經過數百萬年的碰撞和結合之後，團塊成為行星。
Wilner和她的夥伴使用美國國家科學基金會 (NSF) 資助的甚大天線陣電波望遠鏡測量長蛇座TW的電波輻射強度。基於波長和顆粒尺寸之間的關聯性，他們確定環繞在周圍的為厘米大小的顆粒。

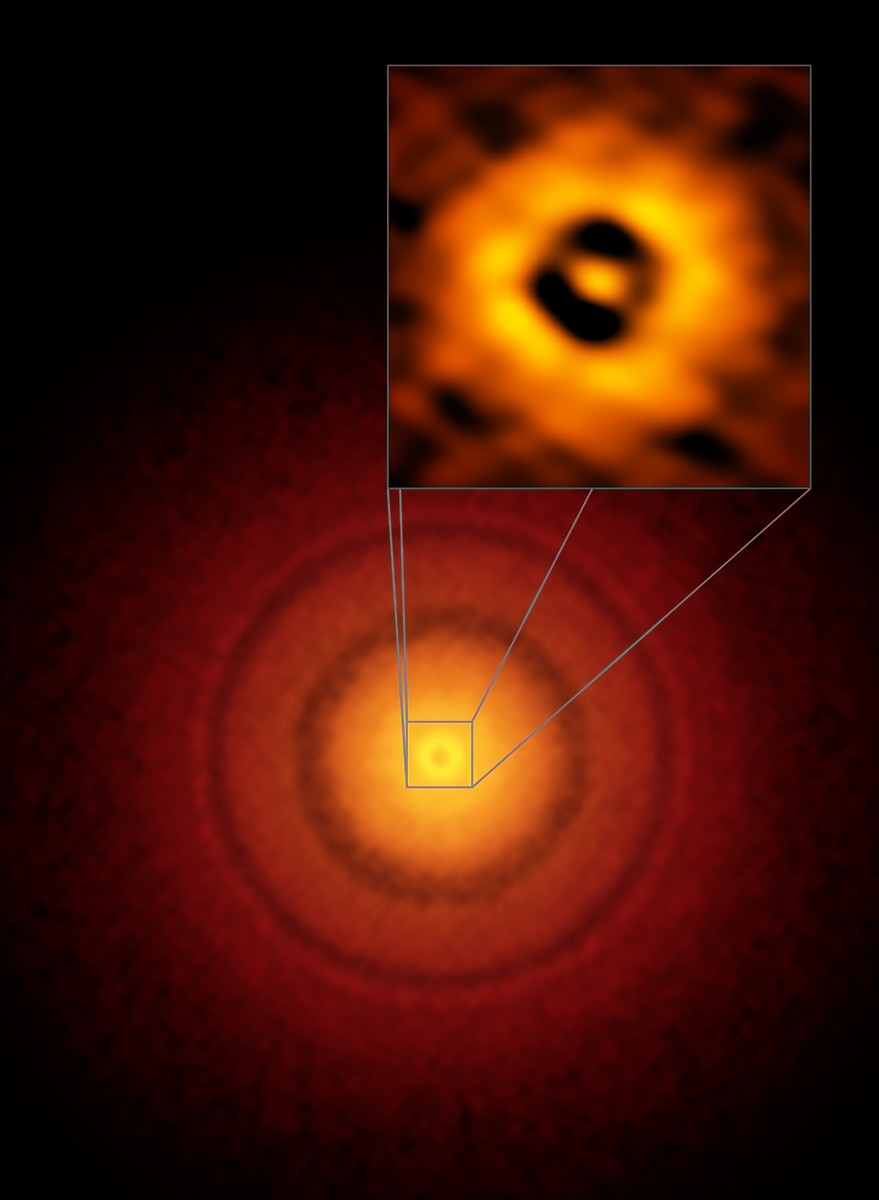
長蛇座TW星周圍盤面距離中心約1AU處，一個行星正在成形

另一個團體，美國國家無線電天文台的Mark Claussen，認為在之前檢測到長蛇座TW 在X射線上的輻射強度變化，顯示年輕恆星常見的早期磁場活動變化。Claussen認為如果他們監視長蛇座TW的電波數個月的期間，他們可以測量到輻射量足夠強度的圖像，並且有著比NSF資助的超長基線陣列更高的解析度，和研究這些活動。但令他們吃驚的是，他們發現電波的輻射沒有差別。
他決定重返VLA。這個天文台操作的27個天線散佈在聖奧古斯庭平原，每幾個月就改變為四種配置中的另一種。Wilner發現使用較大的圖形配置和較高的角解析度可以發現卵石，於是它尋求Nuria Calvet，天體物理中心的同事，協助，使用先前發表的資料創造出環繞著長蛇座TW盤面的電腦模型 。
最近，Wilner和與其研究生Meredith Hughes、其他的研究者在長蛇座TW滿是塵埃的盤面中找到一個空洞区域。Wilner指出该空洞可能是一顆木星大小質量的行星清除了此一區域的大部分岩石造成的。這項最新的研究發表在2007年4月的天文物理期刊，但是随后被证伪。
2016年3月30日，阿塔卡瑪大型毫米及次毫米波陣列望遠鏡(ALMA)發布史上最高解析力的原行星盤圖像，拍攝自長蛇座TW。該圖解析力達到1AU。

### 未證實的原行星
在2007年12月，由在德國海德堡馬克斯·普朗克天文研究所的Johny Setiawan領導的一個團隊，宣布現一顆環繞著長蛇座TW的行星，標視為"長蛇座TW b"。它的質量大約至少是1.2木星質量，在0.04天文單位的距離上，以3.56天的週期環繞著長蛇座TW (在內部的原行星盤內側)。假設它的軌道平面與外面部份的塵埃盤相同 (傾角7±1° )，他的真實質量是9.8±3.3木星質量。但是，如果傾角是與內側部分的塵埃盤相同 (4.3±1.0°)，質量將是16+5
−3木星質量，它將是一顆棕矮星 。由於這顆恆星本身是如此的年輕，被推定是太陽系外最年輕的恆星之一，基本上仍在形成中。
在2008年，一個西班牙的研究小組得到行星不存在的結論：在不同波長上的徑向速度變化並不一致。如果徑向速度的變化是由觀測到的行星造成，就不會發生這種現象。反之，如果是由長蛇座TW表面的星斑因為自轉而出現和消失於視線中，可以獲得更好的模型。"結果是長蛇座TW的星斑是比著熱木星環繞著更好的劇本"。在其它的金牛T星上也檢測到類似由星斑引起的與波長相關的徑向速度變化。

## 外部連結
- . NASA. Hubble Space Telescope.   [2008-06-24]. （原始内容存档于2008-12-03）.
- . The Extrasolar Planets Encyclopaedia.   [2008-06-24]. （原始内容存档于2012-05-29）.